# Мединилла великолепная
Мединилла великолепная (лат. Medinilla magnifica) — вид цветковых растений семейства Меластомовые (Melastomataceae), произрастающий на Филиппинах. В местах произрастания известна также под обиходным названием розовый виноград. Эпифит. Различные виды и гибриды этого семейства хорошо известны и популярны среди коллекционеров растений, при этом вид почти идентичен с Medinilla speciosa.

## Описание

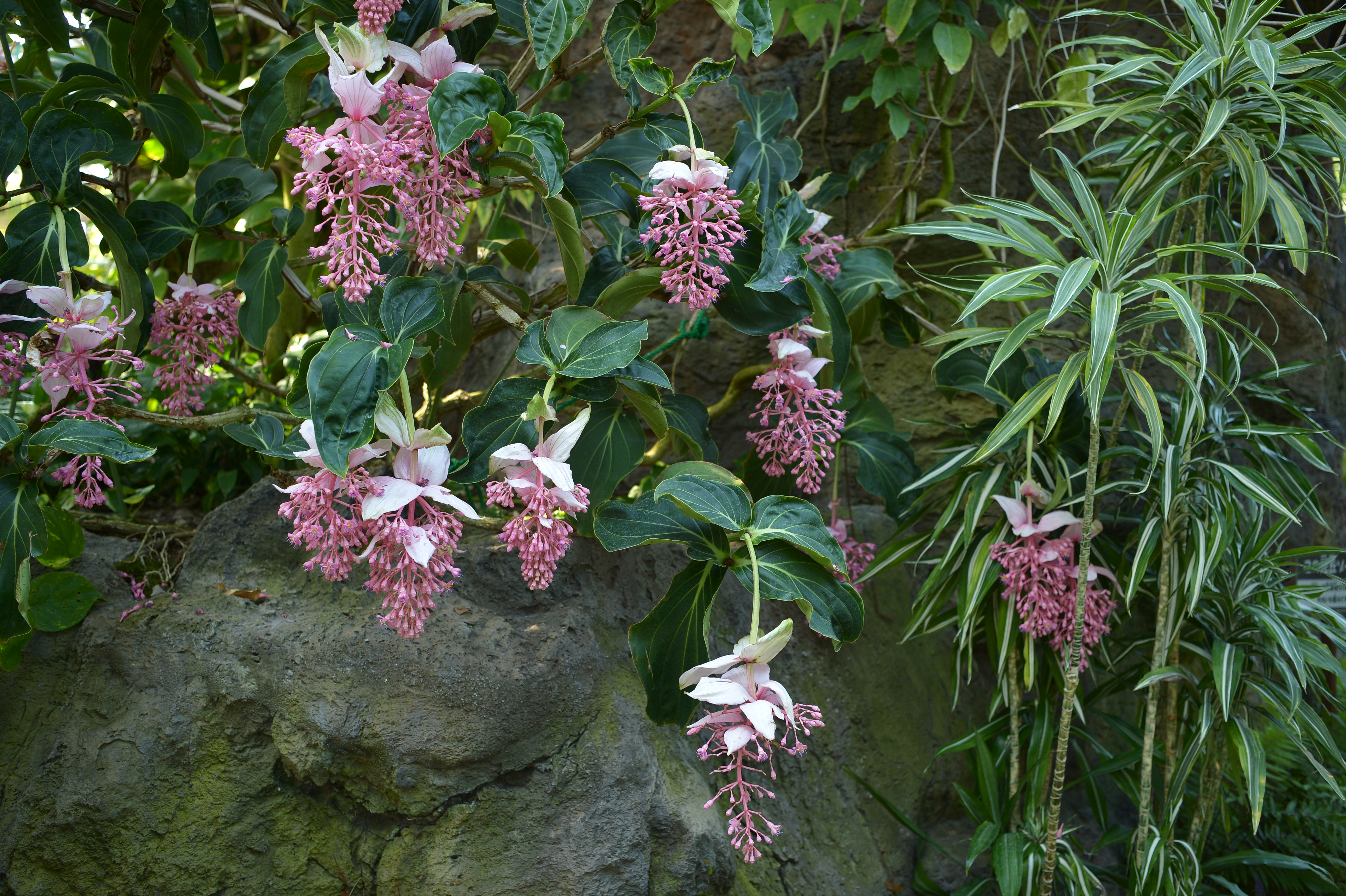
Цветущая Medinilla magnifica (Музей тропических растений Ботанический сад Ибараки)

В хороших условиях этот вечнозёленый кустарник вырастает до 1,5–3 м в высоту, может расти и как эпифит. Ветви користые, разделены узлами. Толстые ветви четырёхлопастные.
Супротивные листья сидячие и кожистые, голые. Листовые пластинки от яйцевидных до обратнояйцевидных, слегка сердцевидные, заостренные, снизу светлее, довольно крупные, 30–40 см длиной, цельнокрайные. Нижняя сторона слегка приподнятая, толстое жилкование с заметной средней жилкой с несколькими боковыми жилками, идущими по дуге к кончику листа, светлое.
Medinilla magnifica — один из немногих видов Medinilla с конечными, великолепными, повислыми, пирамидальными соцветиями от розового до красноватого цвета, насчитывающими до сотни отдельных цветков. Привлекательные цветоносы длиной 20–40 см на длинных стеблях сохраняются до десяти недель. У них есть четыре больших, лепестковидных и листопадных прицветника на мутовках рахиса в соцветии. Цветки на коротких стеблях обоеполые, четырёх-пятикратные, с двойным околоцветником. Кольцевидная сросшаяся чашечка на голой чашечке цветка развита минимально. Обратнояйцевидные лепестки покрыты крышей. Коротких тычинок 8-10 штук. Присутствуют удлиненные изогнутые пыльники. Яичник с цилиндрической, лысой ножкой и крошечным рубчиком находится в постоянном состоянии.
Плоды от розового до красно-фиолетового, позже фиолетового или иссиня-чёрного цвета, округлые, многосемянные, около 6 мм, ягоды формируются в постоянной цветочной чашечке с остатками чашечки (псевдоплод).
На Филиппинах M. magnifica растет в развилках больших деревьев. Это эпифит: растение, которое растёт на других деревьях, но не отбирает у них пищу, как это делают паразиты.

## Выращивание

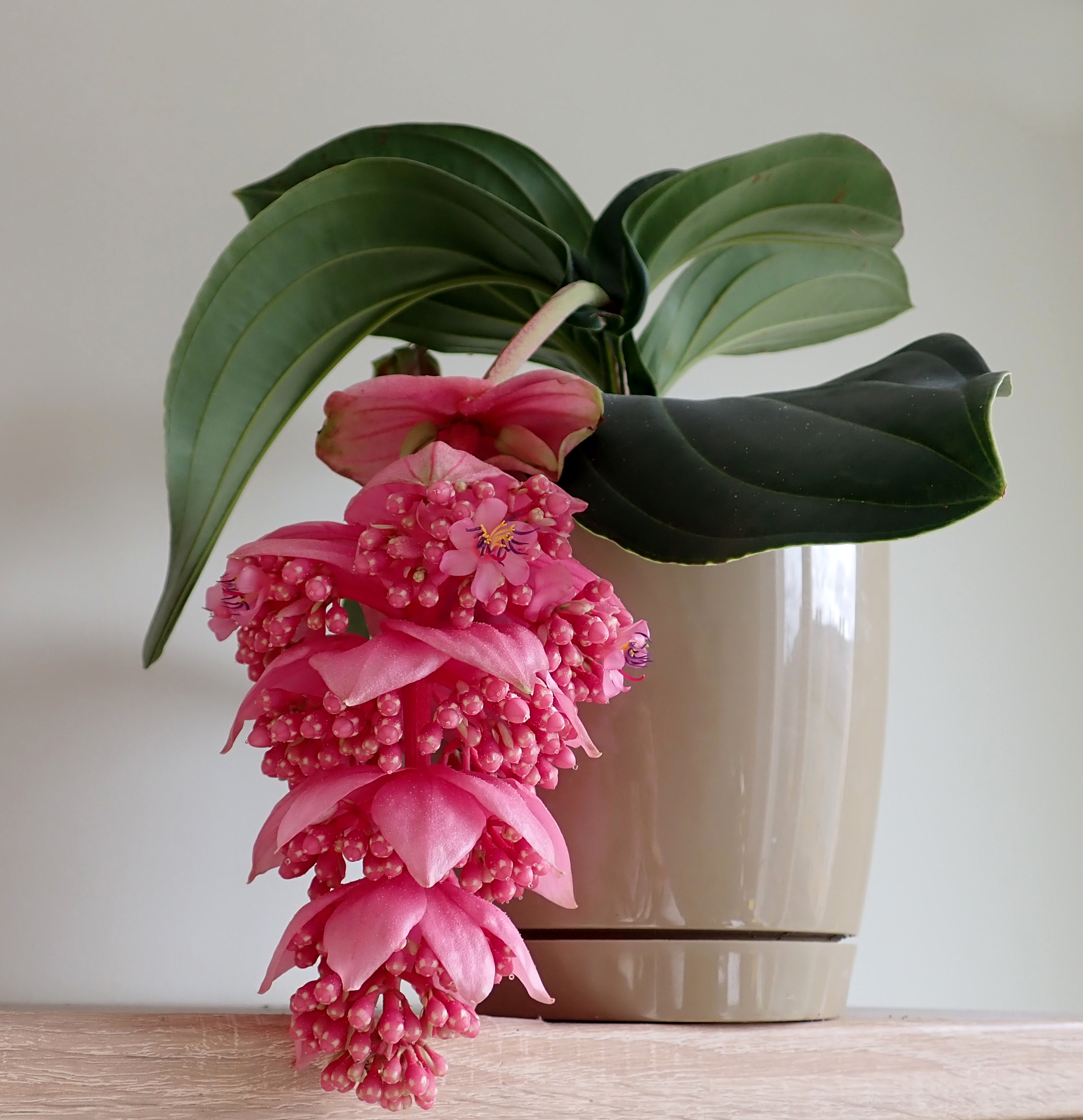
В качестве комнатного растения

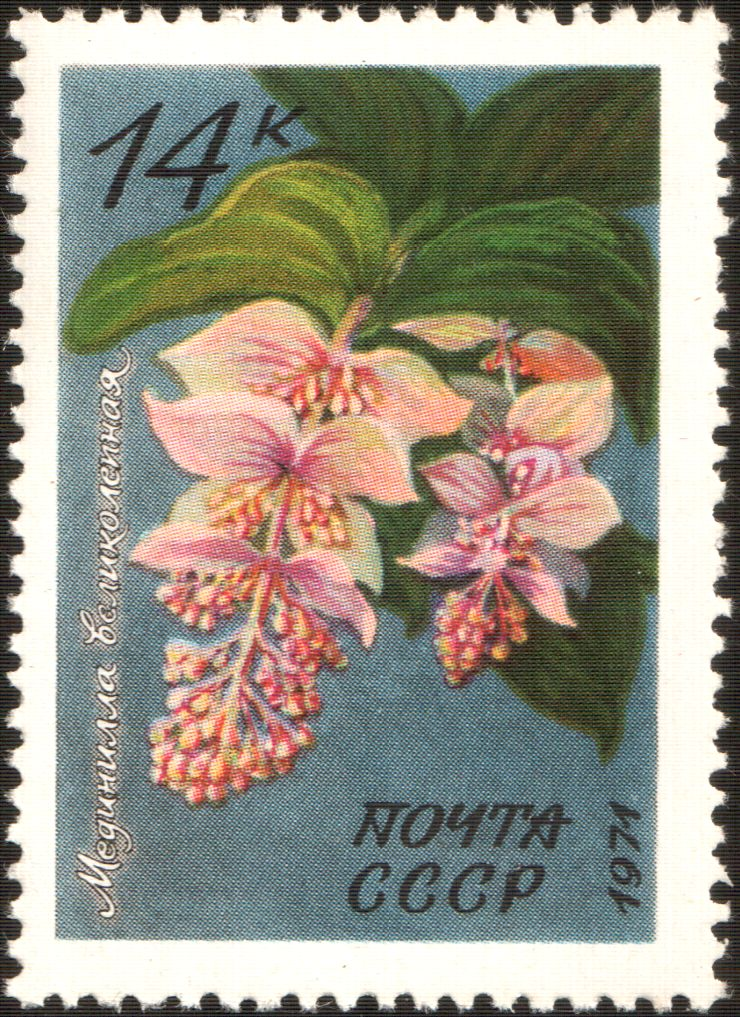
Почтовая марка СССР, 1971 год

В тропиках выращивают как многолетник. Это также распространённое комнатное растение в более прохладных странах. Король Бельгии Бодуэн был большим поклонником Мединиллы. Он выращивал их в королевских оранжереях, и они были изображены на банкноте в 10 000 бельгийских франков.
В зонах с умеренным климатом это растение нужно выращивать под защитой круглый год, так как оно не переносит температуру ниже +15 °C. Оно требует высокого уровня влажности и яркого солнечного света с тенью в самое жаркое время дня. Растение получило награду Королевского садоводческого общества за выдающиеся садовые качества.

## Этимология
Род Мединилла назван в честь Хосе де Мединилья-и-Пинеда, который был губернатором Маврикия (тогда известного как Марианские острова) в 1820 году.
Видовое название magnifica означает «великолепный», «великий», «выдающийся» или «выдающийся».